# Craspedogryllacris
Craspedogryllacris is een geslacht van rechtvleugeligen uit de familie Gryllacrididae. De wetenschappelijke naam van dit geslacht is voor het eerst geldig gepubliceerd in 1937 door Karny.

## Soorten
Het geslacht Craspedogryllacris omvat de volgende soorten:
- Craspedogryllacris atrofrons Tepper, 1904
- Craspedogryllacris atrogeniculata Tepper, 1892
- Craspedogryllacris marginalis Walker, 1871